# 馬哥孛羅香港酒店
馬哥孛羅香港酒店（英語：Marco Polo Hongkong Hotel）是香港一家甲級高價酒店，位於九龍尖沙咀廣東道3號，由3層商場，連同665個酒店房及21間套房組成，總樓面約76萬平方呎，於1969年開業，為香港3間馬哥孛羅酒店之一。而其下層的馬哥孛羅香港酒店商場，則是海港城的一部份。
該酒店原稱奧麗香港酒店（英語：Omni Hong Kong Hotel），1996年業主九龍倉出售奧麗酒店集團後將其酒店項目改以馬哥孛羅酒店經營並改為現稱。
2015年11月7日，屋宇署批出馬可孛羅香港酒店重建建築圖則，在五層地庫之上，興建一幢19層高酒店連商場，總樓面111.34萬平方呎，較現時大增4成、商場地下至11樓劃為零售樓面，佔整體樓面逾7成，涉及逾70萬平方呎，料較現時樓面倍增，而12樓至21樓樓面則會用作酒店用途，預計最快2025年落成。

## 外部連結
- 馬哥孛羅香港酒店 （页面存档备份，存于）

22°17′43.1″N 114°10′8.0″E / 22.295306°N 114.168889°E